# 羅馬尼夫卡 (津科夫區)
50°5′31″N 34°3′17″E / 50.09194°N 34.05472°E
羅馬尼夫卡（烏克蘭語：Романівка），是烏克蘭中部的村莊，隸屬波爾塔瓦州的波爾塔瓦區。該村處於格倫-塔尚河左岸，分別距離扎格魯尼夫卡4.5公里和科瓦利夫卡5公里，面積1.33平方公里，海拔高度96米，2001年人口133。